# Dmitri Murátov
Dmitri Andréievich Murátov (Kúibyshev (hoy Samara), 30 de octubre de 1961) es un periodista y presentador de televisión ruso. Ganador del Premio Nobel de la Paz 2021, junto con la filipina María Ressa, por «sus esfuerzos para salvaguardar la libertad de expresión, como condición para la democracia y la paz duradera».
Murátov cofundó el periódico Nóvaya Gazeta en 1993, junto con otros periodistas, que se define «pro democracia». El periódico alcanzó notoriedad al denunciar amplios actos de corrupción del gobierno ruso, así como violaciones a los derechos humanos. Editor en jefe del mismo entre 1995 y 2017, o nuevamente desde el 2019 a la actualidad, bajo su dirección publicó los artículos críticos de la periodista Anna Politkóvskaya contra el Gobierno de Vladímir Putin.

## Primeros años y formación
Dmitri Murátov nació el 30 de octubre de 1961 en Kúibyshev, actual Samara. Estudió en la Facultad de Filología de la Universidad Estatal de Kúibyshev por cinco años, donde descubrió el interés por el periodismo. Mientras se encontraba en la facultad consiguió su primer empleo como tal en el periódico local.
Entre 1983 y 1985, una vez graduado de la universidad, sirvió en el Ejército Soviético como especialista de comunicación de seguridad.

## Labor periodística
Murátov trabajó hasta 1992 como editor de artículos periodísticos en Komsomólskaya Pravda. En 1993, fundó Nóvaya Gazeta, junto con otros cincuenta periodistas. Desde sus comienzos, el diario se enfocó en investigaciones sobre corrupción, derechos humanos y abuso de poder. De modestos comienzos, el periódico apenas contaba con dos oficinas, dos computadoras y dos impresoras, así como no tenían dinero para pagar a los primeros empleados, por lo que Mijaíl Gorbachov donó su premio monetario del Nobel de la Paz para pagar los primeros salarios y comprar computadoras.
Entre diciembre de 1994 y enero de 1995, fue corresponsal de guerra en la Primera Guerra Chechena. En 1995, alcanzó la dirección del periódico, el cual fue reconocido como uno de los pocos medios independientes y críticos aún existentes en Rusia.
Tras conocer la concesión del Premio Nobel de la Paz 2021, Murátov lo dedicó a compañeros del periódico que murieron por publicar la verdad. Fueron en total seis personas que perdieron sus vidas por trabajar para Nóvaya Gazeta. Ellos eran cuatro periodistas: Ígor Dómnikov (2000), Yuri Schekochijin (2003), Anna Politkóvskaya (2006), Anastasia Babúrova (2009), y dos colaboradores: el abogado Stanislav Markélov (2009) y la defensora de derechos humanos Natalia Estemírova (2009).
El 20 de junio de 2022, Murátov anunció que subastaba su galardón y que lo recaudado irá a UNICEF para ayudar a los niños refugiados de Ucrania.  Ese mismo día la medalla de oro del Premio Nobel de la Paz alcanzó el precio de 103,5 millones de dólares de EE. UU. en la subasta benéfica.